# J. Ross Baughman
John Ross Baughman (* 7. května 1953, Dearborn, Michigan, USA), známý jako J. Ross Baughman je americký fotoreportér, který získal v roce 1978 Pulitzerovu cenu Pulitzer Prize for Feature Photography za fotografie, ukazující brutální zacházení s vězni ze strany Rhodesianských bezpečnostních sil z roku 1977.

## Galerie

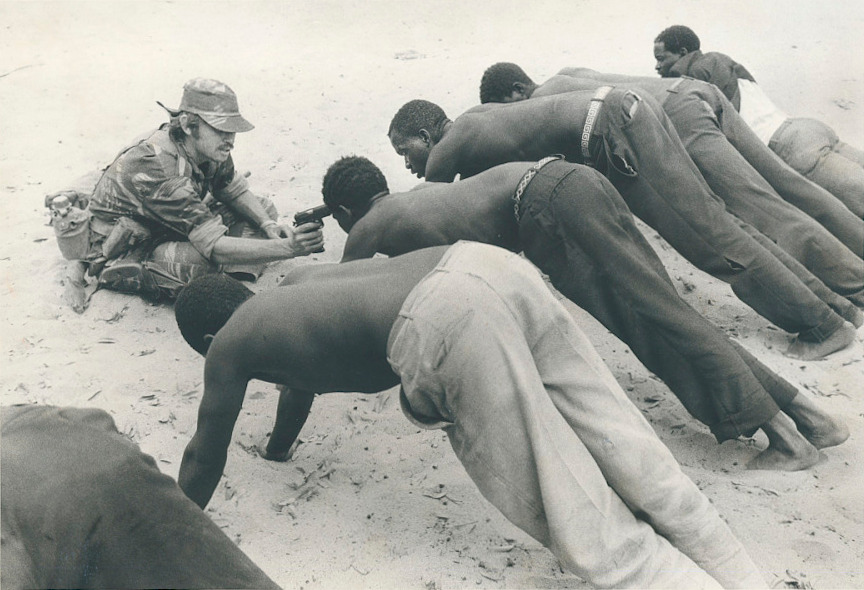
Rhodeský voják vyslýchá vesničany poblíž hranice s Botswanou na podzim roku 1977. Pořízeno pro Associated Press. První ze tří fotografií, které v roce 1978 získaly Pulitzerovu cenu.
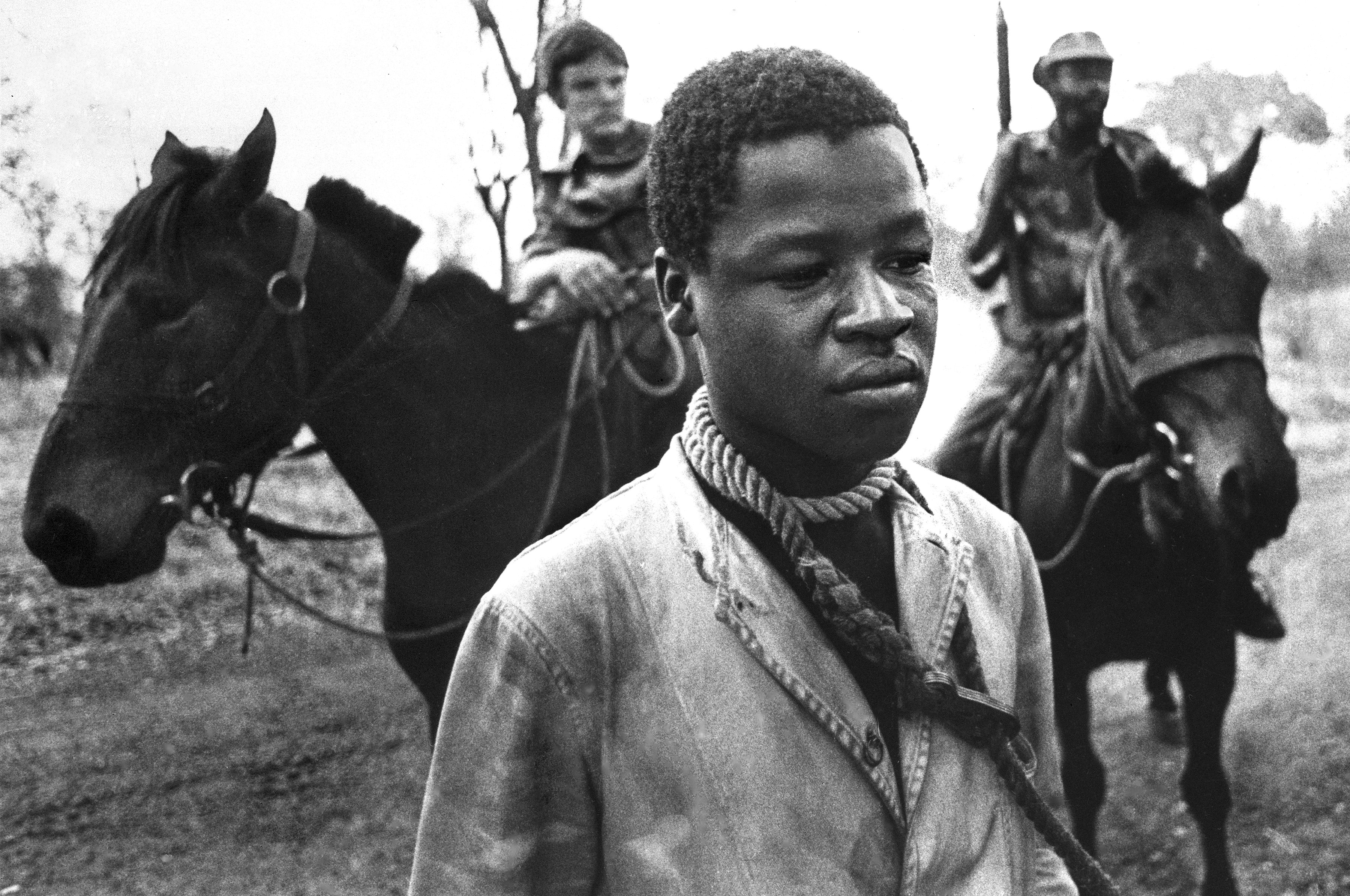
Vězeň zajatý rhodeskými bezpečnostními silami na podzim 1977 stojí s provazem kolem krku. Pořízeno pro Associated Press. Druhá ze tří fotografií, které v roce 1978 získaly Pulitzerovu cenu.
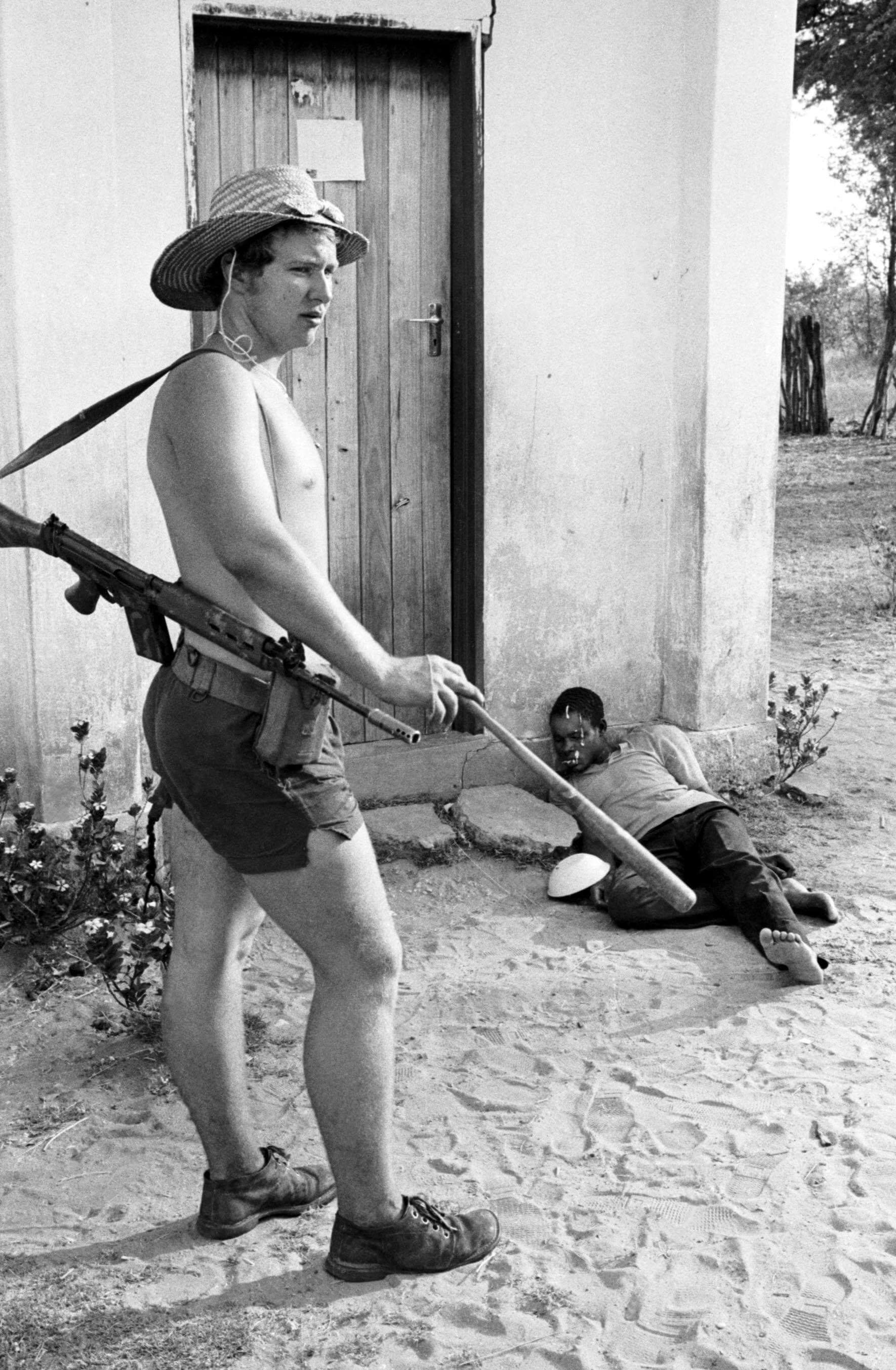
Voják Rhodeských bezpečnostních sil si pohrává s pálkou před poraženým vězněm na podzim 1977. Pořízeno pro Associated Press. Třetí ze tří fotografií, které v roce 1978 získaly Pulitzerovu cenu.

## Knihy J. Rosse Baughmana
- Graven Images: a Thematic Portfolio, 1976 . A series of individual images depicting themes of childhood, courtship, marriage, old age and death.

- Forbidden Images: a Secret Portfolio, 1977 . A series of photo essays depicting people on the fringes of society (Ku Klux Klan members, transvestites, carnival sideshow workers, the institutionalized mentally ill).

- Some Ancestors of the Baughman Family in America: tracing back twelve generations from Switzerland through Virginia, & c. growing along with the nation, across its heartland, 1989 . Genealogical history of the Baughman family. ISBN 0917968174

- Harvest Time: being several essays on the history of the Swiss, German & Dutch folk in early America named Baughman, Layman, Moyer, Huff, and others across New York, Pennsylvania, Virginia, Tennessee, Missouri, Arkansas, and four centuries, 1994 . Family history focused on colonial American history in New York, Pennsylvania and Virginia. ISBN 978-0-917968-18-1

- Apart from the World: an account of the origins and destinies of various Swiss Mennonites who fled from their homelands in remote parts of Cantons Zurich, Aargau and Bern, 1997 . Centers on histories of medieval Europe, the Protestant Reformation and its impact on the New World. ISBN 0917968190

- A Lake Beneath the Cresent Moon: some of the history, legends & folkart from around Zurich, ranging from prehistoric times through the 18th century: along with the families thereabout named Bachman, Hiestand, Ringger & Strickler, 2000 . Centers on mythology and folk art. ISBN 0-917968-21-2

- The Chain Rejoined: or the bonds of science and mystery amongst family, including many attempts to recover ties across the Atlantic Ocean to ancestors and cousins of Baughmans and Bachmans, 2005 . Focuses on cycles of justice and injustice among the races throughout European and American history. ISBN 978-0-917968-22-8